# Три мушкетери (фільм, 1993)
«Три мушкете́ри» (англ. The Three Musketeers) — американська пригодницька комедія 1993 року режисера Стівена Герека за сценарієм Девіда Лоугері. Головні ролі виконали Чарлі Шин, Кіфер Сазерленд, Кріс О'Доннелл, Олівер Платт, Тім Каррі та Ребекка Де Морней.
Фільм засновано на романі Олександра Дюма «Три мушкетери» 1844 року. У ній розповідається про пригоди д'Артаньяна під час його прагнення стати мушкетером разом із трьома головними героями. Однак ця адаптація спрощує та змінює історію.

## Сюжет
У 1625 році молодий, але вправний фехтувальник д'Артаньян вирушає до Парижа в надії піти стопами свого вбитого батька і служити у полку мушкетерів: особистої гвардії короля Франції. Його переслідують Жерар і його брати, звинувачуючи в заплямуванні честі своєї сестри. Тим часом капітан гвардії кардинала Рошфор розпускає мушкетерів за наказом кардинала Рішельє, міністра короля, нібито для допомоги у війні з Англією, що насувається. Рошфор повідомляє Рішельє, що три мушкетери відмовилися звільнитися від своїх обов'язків: Атос, Портос і Араміс.
У Парижі д'Артаньян «рятує» служниць королеви від їхніх власних охоронців і після лайки захоплюється однією з них, Констанцією. У місті д'Артаньян стикається з кожним із трьох мушкетерів окремо, не підозрюючи про їхню особу чи зв'язок, у результаті чого з кожним організовується окрема дуель. У домовленому місці Атос, Портос і Араміс виявляються мушкетерами. Перш ніж вони встигнуть побитися, капітан гвардії кардинала прибуває з чотирма іншими гвардійцями, щоб заарештувати мушкетерів; хоча д'Артаньяна не шукають гвардійці, він об'єднується з мушкетерами під час сутички. Мушкетери вбивають чотирьох гвардійців, а д'Артаньян перемагає капітана, який падає на смерть. Вражені, але незадоволені втручанням д'Артаньяна, мушкетери залишають д'Артаньяна, спонукавши його втекти і зберегти свою невинність. Коли прибуває більше гвардійців кардинала, д'Артаньяна схоплюють.
Д'Артаньян тікає зі своєї камери та підслуховує розмову між Рішельє та таємничою міледі де Вінтер, де кардинал збирається змістити короля, доручаючи міледі передати таємний договір Джорджу Вільєрсу, 1-му герцогу Бекінгемському. Д'Артаньяна спіймав Рошфор. Рішельє наказує стратити його за те, що він відмовився видати місцезнаходження мушкетерів, але його рятують мушкетери. Коли вони тікають, д'Артаньян розкриває плани Рішельє; вони вирішують перехопити шпигуна в Кале та повернути договір, щоб довести провину Рішельє.
Під час сутички четвірка розпадається; д'Артаньян їде вперед до Кале, але непритомніє від виснаження, і його знаходить міледі де Вінтер. Він прокидається в ліжку без зброї та одягу, коли міледі намагається спокусити його. д'Артаньян відкрито говорить про свої плани, не знаючи, що вона шпигунка. Вона намагається вбити його, але він переконує її залишити його живим. Коли її група сідає на човен до Англії, вони стикаються з мушкетерами. Міледі намагається втекти, але її зупиняє Атос, який, як виявляється, був її першим чоловіком, але віддав її владі, коли дізнався, що її затаврували як вбивцю. Мушкетери повертають договір, і міледі засуджують до страти за вбивство свого другого чоловіка, лорда де Вінтера; перед стратою Атос просить у неї прощення. Зворушена, вона розкриває плани кардинала вбити короля на святкуванні його дня народження, а потім кидається зі скелі на смерть.
Атос, Портос і Араміс надсилають листи, щоб зібрати решту мушкетерів. Рішельє і Рошфор найняли снайпера, але під час зборів д'Артаньян перериває постріл снайпера, який ледь не влучає в короля. Мушкетери розкриваються, і Рішельє звинувачує їх у спробі вбивства.
Коли троє зіткнулися з гвардійцями кардинала, чоловіки поспішили їм на допомогу та виявилися мушкетерами. Під час сутички мушкетерів з гвардійцями, Рішельє бере короля та королеву в заручники, стріляє в груди Арамісу і втікає у підземелля. Д'Артаньян б'ється з Рошфором і його роззброюють; коли Рошфор зловтішається тим, що вбив батька д'Артаньяна, Констансія дістає і кидає йому його меч, і д'Артаньян вбиває Рошфора.
Атос і Портос прибувають саме тоді, коли човен Рішельє відпливає підземною річкою, і Рішельє обіцяє повернутися. Тоді човняр виявляється Арамісом, його розп'яття зупинило кулю. Араміс намагається затримати кардинала, але король Луї б'є самого Рішельє, кидаючи його в річку.
Король повертає мушкетерів на роботу, і д'Артаньяну пропонують усе, що він забажає; він вирішує служити мушкетером. За межами штабу мушкетерів Жерар і його брати прибувають і викликають д'Артаньяна на дуель; Портос нагадує йому, що мушкетери захищають не лише короля та країну, але й один одного. Після цього Жерара та його братів виганяє цілий дивізіон мушкетерів.

## Акторський склад
| Актор             | Роль                                 |
| ----------------- | ------------------------------------ |
| Чарлі Шин         | Араміс                               |
| Кіфер Сазерленд   | Атос                                 |
| Кріс О'Доннелл    | Д'Артаньян                           |
| Олівер Платт      | Портос                               |
| Тім Каррі         | кардинал Рішельє                     |
| Ребекка де Морней | міледі де Вінтер                     |
| Габріель Анвар    | королева Анна                        |
| Майкл Вінкотт     | граф Рошфор                          |
| Пол Мак-Ґанн      | Жирар / Жюссак                       |
| Жулі Дельпі       | Констанція                           |
| Г'ю О'Конор       | Людовик XIII                         |
| Крістофер Адамсон | Арманд де Вінтер                     |
| Герберт Фукс      | трактирник                           |
| Боб Андерсон      | королівський інструктор з фехтування |

## Виробництво
У 1992 Walt Disney Pictures, Columbia Pictures і TriStar Pictures одночасно почали роботу над трьома окремими екранізаціями «Трьох мушкетерів». Дісней придбав сценарій для фільму у Девіда Лоугері за 650 000 доларів після того, як його вже найняли для написання сценарію адаптації Columbia Pictures, а продюсер Columbia Pictures Бред Ваймен звинуватив Дісней у крадіжці концепцій, які були його інтелектуальною власністю. Справа була вирішена в позасудовому порядку, і адаптація Columbia була скасована. Екранізацію TriStar мав написати Джоел Гросс, а режисером став Джеремія С. Чечик, вона мала бути більш орієнтованою на дорослих і відповідати оригінальному роману Олександра Дюма, ніж версія Disney.
Чарлі Шина спочатку пропонували на роль Портоса, перш ніж він отримав роль Араміса, а Брендан Фрейзер був першим вибором на роль д'Артаньяна. Бред Пітт і Стівен Дорфф також відмовилися від ролі д'Артаньяна, яка врешті дісталася О'Доннеллу. Вільяма Болдуіна, Жан-Клода Ван Дамма, Аль Пачіно, Джонні Деппа, Кері Елвеса, Роберта Дауні-молодшого та Гері Олдмана також пропонували на ролі у фільмі Disney. Вайнона Райдер розглядалася на роль міледі де Вінтер, але відмовилася від участі, і обрали тоді Ребекку Де Морней. Кіфер Сазерленд, Кріс О'Доннелл і Олівер Платт отримали шість тижнів уроків фехтування та верхової їзди. Шин пропустив цей тренінг, оскільки ще знімався у фільмі Гарячі голови 2.
Компанія Disney вирішила не знімати фільм у Парижі, оскільки більша частина архітектури французького бароко міста була знищена під час Другої світової війни. Спершу планувалося знімати фільм на Barrandov Studios у Празі, але виробництво переїхало до Відня після того, як місцевий уряд запропонував 2 мільйони доларів. Основні зйомки розпочалися 26 квітня 1993 року з бюджетом 30 мільйонів доларів. Трьох мушкетерів здебільшого знімали в Перхтольдсдорфі.

### Місця зйомок
Місцями зйомок були Чарльзтаун (Корнуолл, Велика Британія) і замок Ландзее (Бургенланд, Австрія); замок Ліхтенштейн, містечка Марія-Енцерсдорф, Гінтербрюль, Корнойбург (Нижня Австрія); і Відень (зокрема палац Гофбург) в Австрії. У Корнуоллі знімали деякі сцени. Невеликий ліс під назвою Голіта-Фолс використовувався в епізоді, коли мушкетери переслідувалися гвардійцями. Невелике портове село Чарлзтаун є домом для галеона, який використовувався для нічної стрільби.

## Критика
«Три мушкетери» були дуже очікуваними після того, як Disney оголосив, що тестові покази фільму у вересні 1993 року показали найпозитивнішу реакцію глядачів. Однак після виходу фільм отримав негативні відгуки критиків.
На сайті Rotten Tomatoes рейтинг схвалення фільму становить 30 % на основі 30 рецензій із середньою оцінкою 4,8/10. Консенсус критиків сайту звучить так: «Його зіркове тріо добродійників може обіцяти битися „один за всіх, усі за одного“, але ці „Три мушкетери“ — це досконале незабутнє оновлення, яке задовольнить небагатьох». На Metacritic фільм отримав середньозважену оцінку 43 зі 100 на основі 24 критиків, що вказує на «змішані або середні відгуки». Глядачі, опитані CinemaScore, поставили фільму середню оцінку «A−» за шкалою від A+ до F.
Кінокритик Леонард Малтін охрестив цю версію Young Swords, оскільки в ній возз'єдналися Шин і Сазерленд, обидва знялися у стрічці Молоді стрільці. Джанет Маслін з The New York Times описала фільм так: «Задуманий, відверто, як продукт, доповнений популярною піснею в титрах, цей пригодницький фільм піклується не про оповідання історій, а про те, щоб капелюхи мушкетерів завжди були на обличчі. вони скачуть галопом». Майкл Вілмінгтон з Chicago Tribune писав, що «нова версія „Трьох мушкетерів“ Волта Діснея — розкішна, але написана невміло й мчить галопом, як гігантський фургон тутті-фрутті, що біжить».
Кріс О'Доннелл був номінований на премію «Золота малина» як найкращий актор другого плану за роботу у фільмі, але програв Вуді Гаррельсону за «Непристойну пропозицію».

## Касові збори
Фільм зібрав 11,5 мільйонів доларів у перші вихідні, посівши перше місце в прокаті США . Згодом він зібрав 53,9 мільйона доларів у Сполучених Штатах і Канаді та 57 мільйонів доларів на міжнародному ринку, що склало 111 мільйонів доларів у всьому світі.

## Саундтрек
Браян Адамс написав пісню «Все заради кохання» разом із Робертом Джоном Лангом та Майклом Кейменом для кінцевих титрів фільму, виконавши її з Родом Стюартом і Стінгом. Пісня стала великим хітом (потрапила на перше місце в Північній Америці та кількох інших країнах). Кеймен також написав музику до фільму, диригуючи оркестром Greater Los Angeles All Star Orchestra.
Альбом із саундтреком був випущений на компакт-диску та касеті 12 листопада 1993 року Hollywood Records і Columbia Records у Північній Америці та A&M Records (лейбл, на який у той час підписали контракт Адамс і Стінг) в інших місцях.
1. Все заради кохання — Браян Адамс, Род Стюарт і Стінг (4:45)
2. Печера кардинала Рішельє (увертюра та пасакалія) (2:58)
3. Д'Артаньян (гальярда) (3:19)
4. Атос, Портос і Араміс (куранта) (5:24)
5. Бій на мечах (бранль) (3:20)
6. Король Людовик XIII, королева Анна та Констанція/Леді в очікуванні (гавот) (5:05)
7. Карета кардинала (естампі) (4:45)
8. Cannonballs (рігодон) (3:29)
9. M'Lady DeWinter (лямент) (4:16)
10. Четвертий мушкетер (Royaux Concert) (5:19)